# Algoritmos de multiplicação
Um algoritmo de multiplicação é um algoritmo (ou método) que realiza a multiplicação de dois números. Dependendo do tamanho dos números, diferentes algoritmos são usados. 

## Método da grade
O método caixa (ou método da caixa) é um método introdutório de multiplicação de múltiplos dígitos, geralmente ensinado na escola.
Ambos fatores são quebrados (particionados) em suas centenas, dezenas e unidades. Os produtos são calculados em partes, através de multiplicações simples, e somados no final, gerando o resultado.
Como exemplo, o produto 34 × 13 pode ser calculado utilizando-se a grade
```
  300
   40
   90
 + 12
 ----
  442
```

|    | 30  | 4  |
| -- | --- | -- |
| 10 | 300 | 40 |
| 3  | 90  | 12 |
onde a soma de todas caixas resulta 442, que é o valor do produto 34 × 13.